# NGC 1417
NGC 1417 je galaksija u zviježđu Eridan.

## Vanjske poveznice
- SEDS: NGC 1417